# Ajoncourt

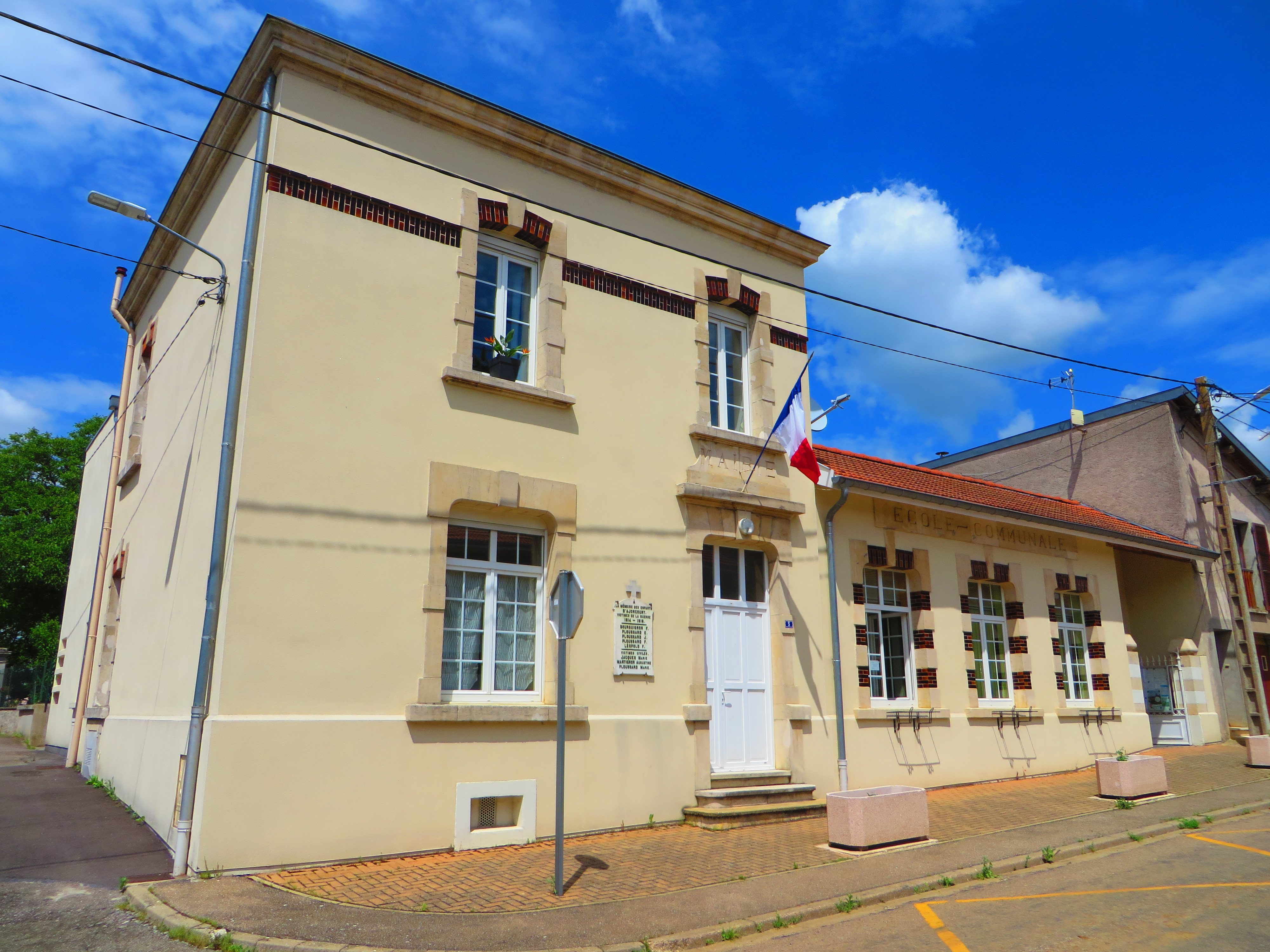
Mairie (Rathaus)

Ajoncourt [aʒɔ̃kuʁ] ist eine französische Gemeinde mit 102 Einwohnern (Stand 1. Januar 2022) im Département Moselle in der Region Grand Est (bis 2015 Lothringen). Sie gehört zum Kommunalverband Communauté de communes du Saulnois.

## Geographie
Ajoncourt liegt in Lothringen an einer Flussschlinge der Seille im Saulnois (Salzgau) an der Grenze zum Département Meurthe-et-Moselle auf 195 Metern Meereshöhe, etwa 25 Kilometer südlich von Metz und 20 Kilometer in nordnordöstlich von Nancy. An der nördlichen Gemeindegrenze verläuft das Flüsschen Osson und mündet hier in die Seille. Das Gemeindegebiet umfasst 3,5 km² und ist schwach besiedelt. Der Ort ist von landwirtschaftlichen Flächen und wenig Wald umgeben. Nachbargemeinden von Ajoncourt sind Chenicourt in unmittelbarer Nachbarschaft im Norden, Aulnois-sur-Seille im Nordosten, Fossieux im Osten sowie Arraye-et-Han im Süden und Westen.

## Geschichte
Die Gemeinde gehörte früher zum Herzogtum Lothringen. Im Mittelalter war die Abtei Saint-Clément in Metz hier begütert. Es gibt hier Überreste einer mittelalterlichen Burg mit einem gotischen Portal. Im 16. und 17. Jahrhundert war die Familie Buchet im Besitz der Seigneurie Ajoncourt. Ihr Wappen, mit 15 goldenen Barren auf blauem Grund, ist heute das Gemeindewappen des Ortes.
1793 erhielt Ajoncourt im Zuge der Französischen Revolution (1789–1799) den Status einer Gemeinde und 1801 das Recht auf kommunale Selbstverwaltung. Es gehörte von 1801 bis 1871 zum früheren Département Meurthe. 
Nach dem Frankfurter Frieden vom 10. Mai 1871 lag die Kirche des Dorfs auf französischem Gebiet.  Das Dorf selbst wurde dem Kreis Château-Salins, Bezirk Lothringen, im Reichsland Elsaß-Lothringen zugeordnet, wo es nun zum Département Mosel gehörte. Die Dorfbewohner betrieben Getreide-, Feldfrüchte-, Gemüse- sowie Hopfen- und Obstbau. Nach dem Ersten Weltkrieg musste die Region aufgrund der Bestimmungen des Versailler Vertrags 1919 an Frankreich abgetreten werden. Das Département Moselle wurde als Verwaltungseinheit anschließend unverändert beibehalten. Im Zweiten Weltkrieg war die Region von der deutschen Wehrmacht besetzt. 
Ajoncourt gehörte als französischsprachige Ortschaft zu den 247 letzten Gemeinden, deren Name am 2. September 1915 eingedeutscht wurde. Der Name wurde zu „Analdshofen“ geändert und war bis 1918 offizieller Ortsname.

### Bevölkerungsentwicklung
| Jahr                       | 1962 | 1968 | 1975 | 1982 | 1990 | 1999 | 2007 | 2019 |
| Einwohner                  | 103  | 114  | 100  | 101  | 100  | 91   | 105  | 104  |
| Quellen: Cassini und INSEE |      |      |      |      |      |      |      |      |

## Wirtschaft und Infrastruktur
Die Gemeinde wird durch die Fernstraße D 913, die in unmittelbarer Nähe zur Gemeinde westlich verläuft, erschlossen. Ajoncourt hat keine eigene Kirche, die Einwohner gehören zur Pfarrei von Arraye-et-Han.
Ajoncourt war bis weit ins 20. Jahrhundert hinein ein vorwiegend durch die Landwirtschaft, insbesondere Viehzucht, geprägter Ort. Heute gibt es einige wenige Betriebe des lokalen Kleingewerbes. Mittlerweile hat sich das Dorf zu einer Wohngemeinde gewandelt. Viele Erwerbstätige sind auch Wegpendler, die in den Agglomerationen Metz und Nancy ihrer Arbeit nachgehen.